# Metacyrba punctata
Metacyrba punctata là một loài nhện trong họ Salticidae.
Loài này thuộc chi Metacyrba. Metacyrba punctata được Elizabeth Maria Gifford Peckham & George William Peckham miêu tả năm 1894.